# Grotta di Lamalunga
La Grotta di Lamalunga è un sito archeologico vicino Altamura in provincia di Bari, noto per essere il luogo di ritrovamento dell'Uomo di Altamura.

## Caratteristiche
Questa struttura carsica è situata nella zona delle Murge alte, contesto morfologico caratterizzato da lame, da doline a pozzo e dalla dolina di crollo, denominata Pulo di Altamura. Il paesaggio è caratterizzato da una successione di aride pietraie e da una quasi totale assenza di vegetazione.
Gli affioramenti geologici della zona sono individuabili come Calcare di Altamura (Cretaceo medio superiore). 

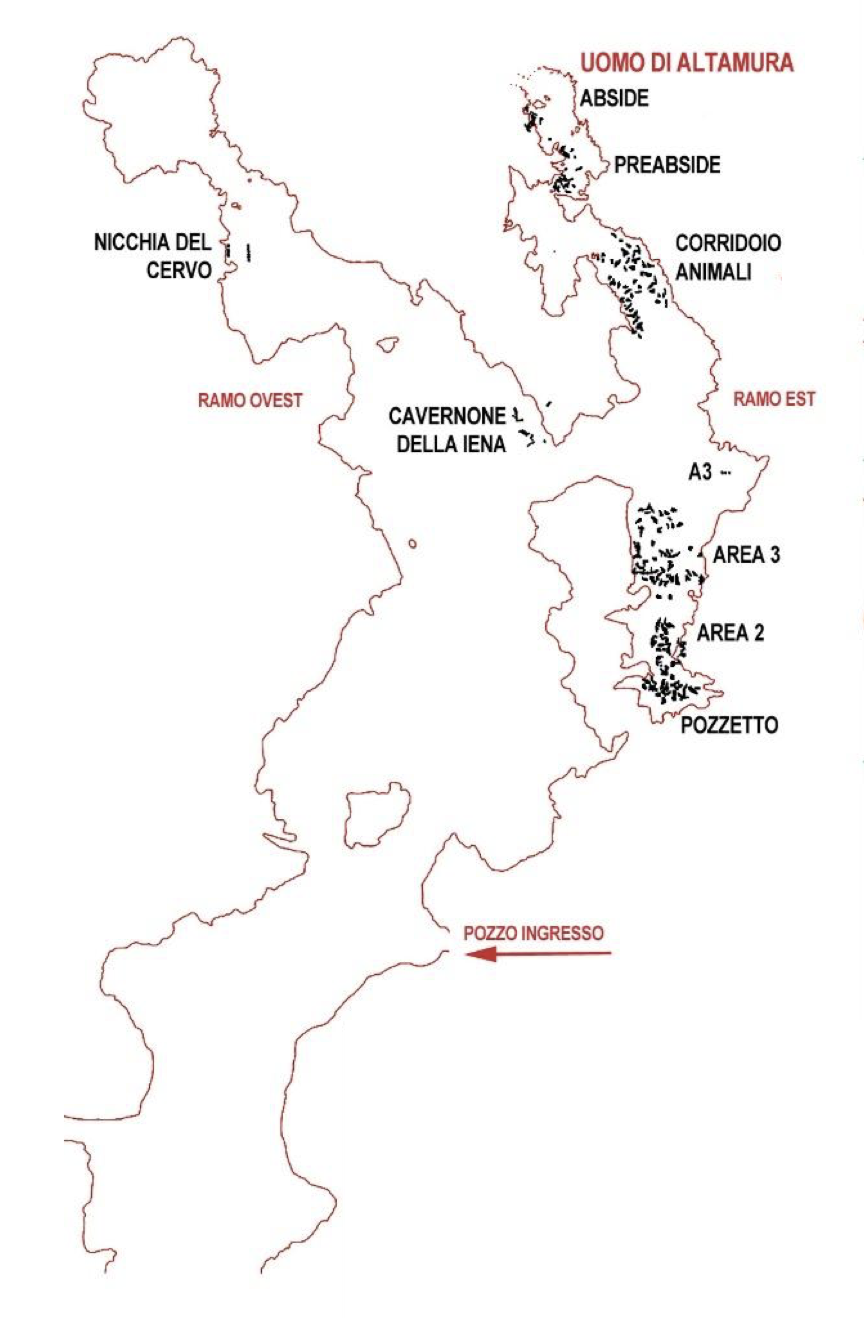
Planimetria della grotta di Lamalunga

L'andamento medio della grotta non è mai molto profondo, lo spessore della copertura rocciosa si presenta infatti con valori mai superiori ai 25-30 metri.

Nell'evoluzione della grotta è evidente una fase freatica insieme a fasi più recenti di crollo e di ciclicità nella stratificazione di sedimenti.
L'analisi morfologica della grotta fa ipotizzare la presenza in origine di vari accessi, anche se attualmente sono limitati a uno solo. L'esistenza di almeno un altro ingresso è dimostrata dal sottostante cono detritico, nella zona prossima all'ingresso attuale. Spesso questi pozzi carsici si trasformavano in trappole naturali per animali e uomini. Questo sembra essere accaduto anche nel nostro caso a giudicare dai resti degli animali sparsi sul fondo della grotta e dallo scheletro dell'Uomo di Altamura che sembra essersi trascinato con il radio e una scapola fratturata fino al fondo di uno stretto cunicolo, forse alla ricerca di una via di uscita.
All'interno della grotta, oltre all'Uomo di Altamura, sono presenti anche molti resti di animali sparsi su gran parte della grotta. Sebbene non esistano studi approfonditi su di essi, si è visto che sono rappresentati principalmente da cervidi; in particolare la specie più rappresentata è il Daino, seguita dal Cervo rosso. Pochi resti sono attribuibili invece a Equini, Ienidi (genere Crocuta o Hyaena), Lupo, Bovini (genere Bos o Bison), oltre che a micromammiferi e Lagomorfi non meglio classificati..

## Scoperta
La grotta fu scoperta ed esplorata per la prima volta nel 1989 da alcuni speleologi del Centro Altamurano Ricerche Speleologiche (CARS), che si limitarono tuttavia solo a un primo ambiente poiché un tappo di fango chiudeva il collegamento con gli altri ambienti, facendo sembrare la grotta limitata a questo unico ambiente. Nel 1991 durante un'altra discesa nella grotta gli speleologi del CARS si accorsero che vi era una corrente d'aria proveniente dall'altra parte del tappo di fango, facendo intuire che la grotta non fosse circoscritta a quell'unico ambiente. Iniziarono così i lavori di scavo di un tunnel che permettesse l'accesso e l'esplorazione della restante parte della grotta; tali lavori durarono circa due anni e la prima esplorazione della galleria principale e di parte delle diramazioni fu fatta il 26 settembre 1993. Presenti a quella prima esplorazione c'erano gli speleologi del CARS, Gianni Dinardo, Manilo Porcelli, Giovanni Ragone, Vito Sardone, Angelo Squicciarini e il socio del Gruppo Speleologico Vespertilio C.A.I. di Bari Walter Scaramuzzi, su invito di Squicciarini. L'esplorazione della camera principale terminò il 30 settembre di quello stesso anno, quando dopo un centinaio di metri gli operatori del CARS raggiunsero il fondo della galleria sul quale si aprivano due diramazioni, il ramo ovest e il ramo est, parzialmente occlusi da grossi massi crollati dalla volta.
La mattina del 7 ottobre 1993, sette speleologi del CARS scesero nuovamente nella grotta dividendosi in due gruppi; un gruppo si sarebbe occupato dei rilevamenti topografici mentre l'altro gruppo di un'ulteriore esplorazione e dei rilevamenti fotografici. I due gruppi furono raggiunti, a metà mattinata, dai soci del Gruppo Speleologico Vespertilio C.A.I. di Bari, Walter Scaramuzzi, Lorenzo di Lisio e Marco Milillo, scesi per effettuare alcune riprese. Durante tali operazioni Lorenzo di Lisio, seguito dagli altri due soci C.A.I., si insinuò in uno dei due cunicoli della diramazione est, caratterizzato da molti resti faunistici, in fondo al quale, in quella che è stata poi soprannominata abside, scoprì il giacimento osseo con un cranio chiaramente attribuibile a una forma umana.